# Gènere cinematogràfic
Un gènere cinematogràfic és una categoria estilística o temàtica de pel·lícules basades en similituds ja sigui en els elements narratius, l'enfocament estètic o la resposta emocional a la pel·lícula. En cinema és habitual classificar les obres segons aquest tipus de temàtiques o ambients dins dels quals discorre l'acció.
Suposen un pacte implícit entre el públic i l'exhibidor, que garanteix l'acomodament entre les expectatives psicològiques de l'espectador i l'obra que visionarà. Segons afirma el crític cinematogràfic José Luis Sánchez Noriega, "El gènere és una guia per al comportament del públic -riure (comèdia), emocionar-se o plorar (drama), espantar-se (terror), sorprendre's (fantàstic), entretenir-se (aventures), etcètera- o per al reconeixement de temes, espais, icones, situacions, objectes, accions... que espera trobar a les pel·lícules."
El gènere d'una pel·lícula influirà en l'ús d'estils i tècniques de realització cinematogràfica, com ara l'ús de flashbacks i il·luminació en clau baixa al cinema negre; enquadraments ajustats en pel·lícules de terror; o fonts tipogràfiques que semblen troncs tallats en brut per als títols de westerns.:11 A més, els gèneres tenen associades convencions musicals, com ara exuberants orquestres de corda per a melodrames romàntics o música electrònica per a pel·lícules de ciència-ficció.:11 El gènere també afecta la manera com les pel·lícules s'emeten a la televisió, s'anuncien i s'organitzen a les botigues de lloguer de vídeos.:1
Els gèneres cinematogràfics no són fixos, sinó que canvien i evolucionen amb el temps; alguns, com el melodrama, fins i tot poden desaparèixer en gran manera. El gènere no només fa referència a un tipus de pel·lícula o a la seva categoria, sinó que també tenen un paper clau les expectatives d'un públic sobre una pel·lícula, així com els discursos institucionals que creen estructures genèriques. Amb la proliferació de gèneres concrets, també poden sorgir subgèneres cinematogràfics, que solen ser una barreja de dos gèneres separats; el drama legal, per exemple, és un subgènere de drama que inclou pel·lícules centrades en la sala de judicis i els judicis.

## Classificació
L'actor i dramaturg Alan Williams distingeix tres categories principals de gèneres cinematogràfics: narratiu, d'avantguarda i documental. Tot i així, amb la proliferació de gèneres concrets, també sorgeixen subgèneres cinematogràfics; també es poden fusionar amb altres aparentment no relacionats per formar gèneres híbrids, on les combinacions populars inclouen la comèdia romàntica i la comèdia d'acció. Exemples més amplis inclouen la docuficció i el docudrama, que fusionen les categories bàsiques de ficció i no ficció (documental).
Els gèneres també es poden classificar per característiques més inherents (generalment implicades en els seus noms), com ara l'escenari, el tema, l'atmosfera, el públic objectiu o el pressupost/tipus de producció.:2
- L'escenari és l'entorn —incloent-hi tant el temps com la ubicació geogràfica— en què transcorre la història i l'acció (p. ex., l'actualitat o període històric; la Terra o l'espai exterior; urbà o rural, etc.) Els gèneres que estan especialment preocupats per aquest element inclouen el drama històric, la pel·lícula de guerra, el western i l'òpera espacial, els noms dels quals denoten escenaris particulars.[5]:2
- El tema fa referència a les qüestions o conceptes al voltant dels quals gira la pel·lícula; per exemple, la pel·lícula de ciència-ficció, la pel·lícula d'esports i la pel·lícula de crim.
- L'atmosfera és el to emocional de la pel·lícula, tal com s'implica en els noms de la pel·lícula de comèdia, la pel·lícula de terror o el melodrama.
- Els gèneres dirigits a un públic objectiu concret inclouen les pel·lícules per a nens, les pel·lícules per a adolescents, les pel·lícules de dones i les chick flicks.
- Els gèneres caracteritzats pel tipus de producció inclouen la superproducció, la pel·lícula independent i la pel·lícula de baix pressupost, com ara la pel·lícula de sèrie B (totes elles comercials) o la pel·lícula amateur (no comercial).

Els guionistes, en particular, sovint organitzen les seves històries per gèneres, centrant la seva atenció en tres aspectes específics: l'atmosfera, el personatge i la història. L'atmosfera d'una pel·lícula inclou vestuari, attrezzo, ubicacions i les experiències viscerals creades per al públic. Els aspectes del personatge inclouen arquetips, personatges tipus i els objectius i motivacions dels protagonistes. Algunes consideracions de la història per als guionistes, ja que es relacionen amb el gènere, inclouen el tema, les escenes més importants i com el ritme de la perspectiva dels personatges canvia d'una escena a una altra.

## Evolució
Des dels primers temps del cinema al segle XIX el terme "gènere" va ser utilitzat per a organitzar les pel·lícules per tipus. A la dècada del 1950 André Bazin parlava del concepte de "gènere" utilitzant com a exemple els westerns; durant aquesta època, hi va haver un debat sobre la teoria d'autor versus el gènere.:1 A finals de la dècada del 1960 el concepte de gènere es va convertir en una part important de la teoria del cinema.:1
Evolucionats a partir de les teories de la crítica dels gèneres literaris, els gèneres cinematogràfics solen ser delimitats per "convencions, iconografia, escenaris, narracions, personatges i actors".:2 També es poden classificar les pel·lícules pel to, tema, atmosfera, format, públic objectiu o pressupost. Aquestes característiques són més evidents en les pel·lícules de gènere, que són "pel·lícules comercials [que], mitjançant la repetició i la variació, expliquen històries familiars amb personatges i situacions familiars" en un gènere determinat.:1
En les primeres produccions el gènere de les pel·lícules era encotillat, amb característiques molt delimitades que ajudaven l'espectador a comprendre ràpidament la pel·lícula i al fet que l'autor creés el que volgués i l'espectador ho esperés. A Hollywood, entre les dècades del 1920 i del 1950, el sistema industrial estatunidenc va afavorir les pel·lícules de gènere; una raó clau és que en "la manera industrial de producció de Hollywood, les pel·lícules de gènere són productes fiables" per comercialitzar al públic: eren fàcils de produir i era fàcil que el públic entengués una pel·lícula de gènere.:7-8 A partir d'aquell moment, les pel·lícules de gènere van tenir convencions i iconografia clares, com els abrics pesats que portaven els gàngsters a pel·lícules com Little Caesar (1931).:8 Les convencions de les pel·lícules de gènere permeten als cineastes generar-les d'una manera industrial i a l'estil d'una cadena de muntatge, un enfocament que es pot veure a les pel·lícules d'espionatge de James Bond, que utilitzen totes una fórmula de "molta acció, gadgets de luxe, dona bella i solents pintorescs", tot i que els actors, directors i guionistes canvien.:8
Aproximadament després de la Segona Guerra Mundial els gèneres van començar a barrejar-se o a adulterar-ne la seva essència i a crear diverses produccions de gèneres híbrids i subgèneres. Tot i això, alguns han anat evolucionant des dels inicis del cinema, com ara les comèdies slapstick i de persecucions del període mut, que són l'origen de les comèdies contemporànies, o bé el gènere gàngster, amb exemples tan diferents en estil i contingut com les pel·lícules Brighton Rock (1948) i Lock, Stock and Two Smoking Barrels (1998). En el cas del cinema britànic, el realisme social (tot i no ser exactament un gènere) continua la tradició iniciada en les obres escrites per autors com Charles Dickens i Thomas Hardy.

## Principals gèneres i subgèneres
| Gènere         | Descripció | Subgèneres |
| -------------- | --- | --- |
| Acció          | Associat a tipus particulars d'espectacle (per exemple, explosions, persecucions, combats). Implica una lluita moral entre el bé (encarnat per l'heroi) i el mal. | - de catàstrofes - heroic bloodshed - d'arts marcials - d'espionatge - de superherois - bèl·lic |
| Animació       | Un mitjà cinematogràfic en què les imatges de la pel·lícula es creen principalment per ordinador o a mà i els personatges són interpretats per actors. L'animació pot incorporar qualsevol gènere i subgènere. La il·usió de moviment s'aconsegueix amb efectes òptics. | - animació tradicional - animació amb retalls - animació de plastilina - stop-motion - anime - animació per ordinador                                                                                  |
| Aventures      | Implica una narració que es defineix per un viatge (sovint inclou alguna forma de recerca) i normalment es troba dins d'un entorn fantàstic o exotitzat. Normalment, encara que no sempre, aquestes històries inclouen la narrativa de la recerca. L'èmfasi predominant en la violència i la lluita a les pel·lícules d'acció és la diferència típica entre els dos gèneres. | - de pirates - de capa i espasa - de samurais |
| Ciència-ficció | Les pel·lícules es defineixen per una combinació d'especulació imaginativa i una premissa científica o tecnològica, fent ús dels canvis i la trajectòria de la tecnologia i la ciència. Utilitzen àmpliament tecnologia per als elements futuristes que les ambienten i assolir, així, un alt nivell de versemblança. | - de distopia - de postapocalipsi - de ciència-ficció militar - steampunk - tech noir - òpera espacial o ''space opera''                                                                               |
| Comèdia        | Definit per esdeveniments que pretenen principalment fer riure el públic. El guió requereix molt d'enginy i originalitat per tal de manetenir el nivell d'entreteniment i diversió al llarg de la pel·lícula. | - comèdia romàntica - comèdia d'acció - buddy - d'humor negre - mockumentary - paròdia - comèdia esbojarrada o screwball - comèdia de clatellades, de pallassades o slapstick - de costums - policíaca |
| Drama          | Centrat en les emocions i definit pel conflicte, sovint mirant a la realitat més que al sensacionalisme. El seu objectiu és connectar amb la sensibilitat del públic i generar-li un sentiment determinat. Amb aquesta finalitat, utilitza elements de la tragèdia clàssica, com la mentida, la traïció i l'amor/odi. | - docudrama - drama legal - drama mèdic - melodrama - drama polític - drama psicològic |
| Fantasia       | Pel·lícules definides per situacions que transcendeixen les lleis naturals i/o per escenaris dins d'un univers de ficció, amb narracions que sovint s'inspiren o impliquen mites humans. És l'antítesi de la ciència-ficció i el reialme de la fantasia, la màgia i les criatures irreals, que desplacen la tecnologia i la ciència. | - fantasia contemporània - fantasia fosca - alta fantasia - fantasia urbana |
| Històric       | Pel·lícules que proporcionen representacions més o menys precises de relats històrics o que representen narracions de ficció col·locades dins d'una representació acurada d'un entorn històric. | - ucronia - biogràfic o biopic - èpic - ficció històrica - drama d'època o històric |
| Musical        | Gènere en què les cançons interpretades pels personatges s'entrellacen a la narració, de vegades acompanyades de ball. Les cançons solen avançar en la trama o desenvolupen els personatges de la pel·lícula o bé poden servir només com a pauses en la història, sovint com a elaborats "números de producció". | - musical jukebox |
| Negre          | Un gènere de drames criminals amb estil especialment popular durant les dècades del 1940 i del 1950. Sovint eren reflex de la societat i la cultura de l'època. | - neo-noir - tech noir |
| Romàntic       | Es caracteritza per l'èmfasi en la passió, l'emoció i la implicació afectuosa romàntica dels personatges principals, amb l'amor romàntic o la recerca d'aquest en general com a focus principal. És l'adaptació audiovisual de la novel·la sentimental. | - comèdia romàntica - fantasia romàntica - thriller romàntic |
| Terror         | Pel·lícules que pretenen provocar por o fàstic en el públic amb finalitats d'entreteniment. Utilitzen estímuls terrorífics per impactar el públic amb emocions fortes i generar-li un estat immediat d'alerta, tret que el diferencia del suspens. | - Metratge apropiat o found footage) - de fantasmes - de monstres - de vampirs - slasher - gore o splatter - de zombis                                                                                 |
| Thriller       | Pel·lícules que evoquen agitació i suspens entre el públic. L'element de suspens que es troba a les trames de la majoria de les pel·lícules és especialment explotat pel cineasta en aquest gènere. La tensió es crea retardant allò que l'audiència veu com a inevitable, i es construeix a través de situacions que són amenaçadores o on la fugida sembla impossible. La història gira entorn a la intriga, que s'aconsegueix fent que l'acció es desenvolupi en secret i amb astúcia. | - thriller psicològic - de misteri - techno-thriller |
| Western        | Gènere en què les pel·lícules es desenvolupen a l'oest nord-americà durant el segle xix. El concepte ha evolucionat amb el temps i s'ha estès als protagonistes d'aquestes històries, de manera que el context d'aquestes pel·lícules no és imprescindible que sigui el far west. | - western èpic - western revisionista - spaghetti western - fragatini western |

Els gèneres són sovint concretats per a formar subgèneres, i també poden ser combinats per a formar gèneres híbrids, com ara:
- colonial
- eròtic
- giallo
- infantil
- peplum
- policíac
- pornogràfic
- road movie
- de robatoris
- de sèrie B o de classe B
- de suspens